# سینره (سرده)
سینره (نام علمی: Cineraria) نام یک سرده از تیره کاسنیان است.